# 布埃纳维斯塔-德尔诺尔特
布埃纳维斯塔-德尔诺尔特（西班牙語：Buenavista del Norte），是西班牙加那利群岛圣克鲁斯-德特内里费省的一个市镇，位于特内里费岛的西北角。总面积67.42平方公里，总人口4755人（2018年），人口密度71人/平方公里。

## 图集

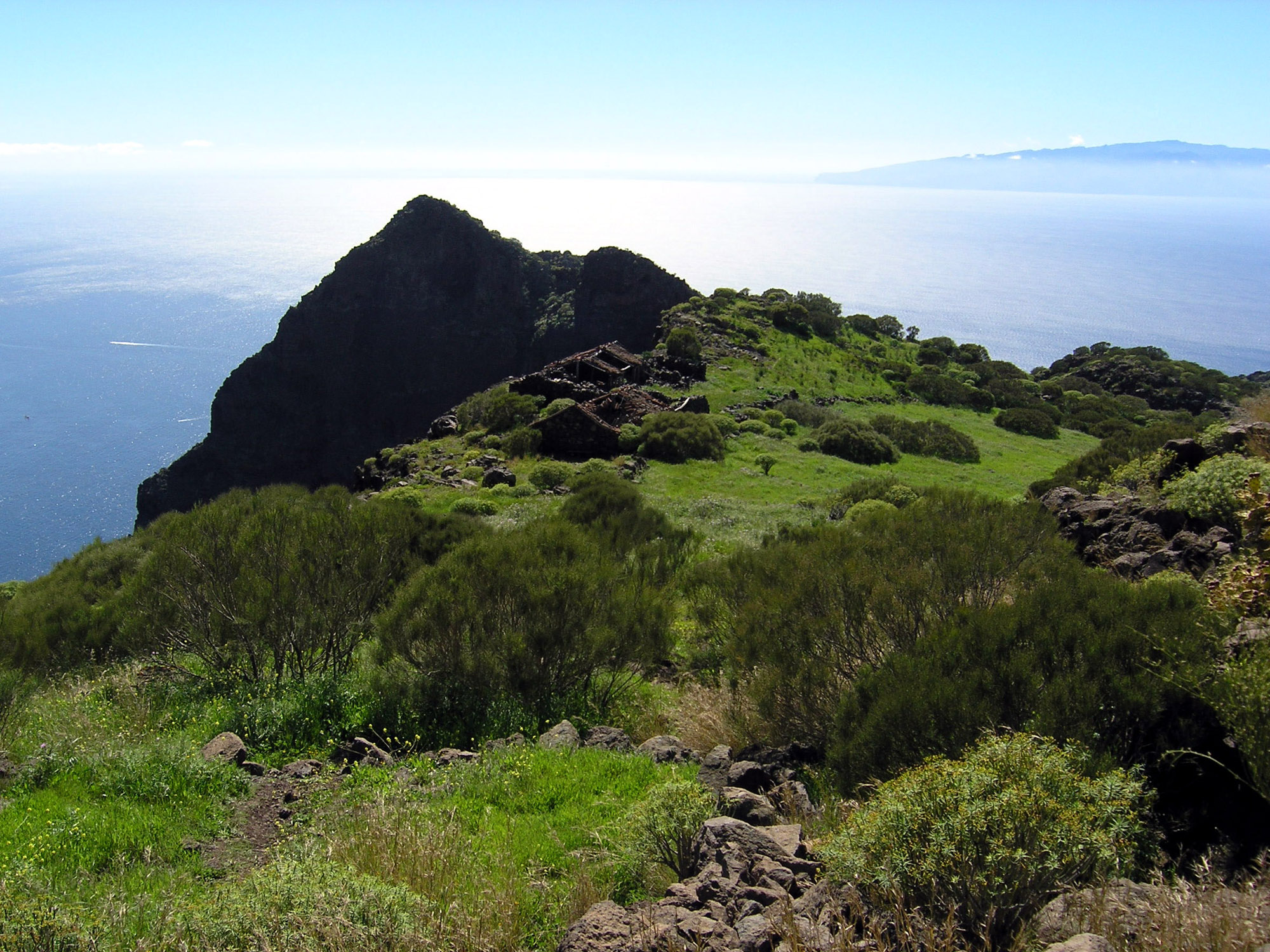
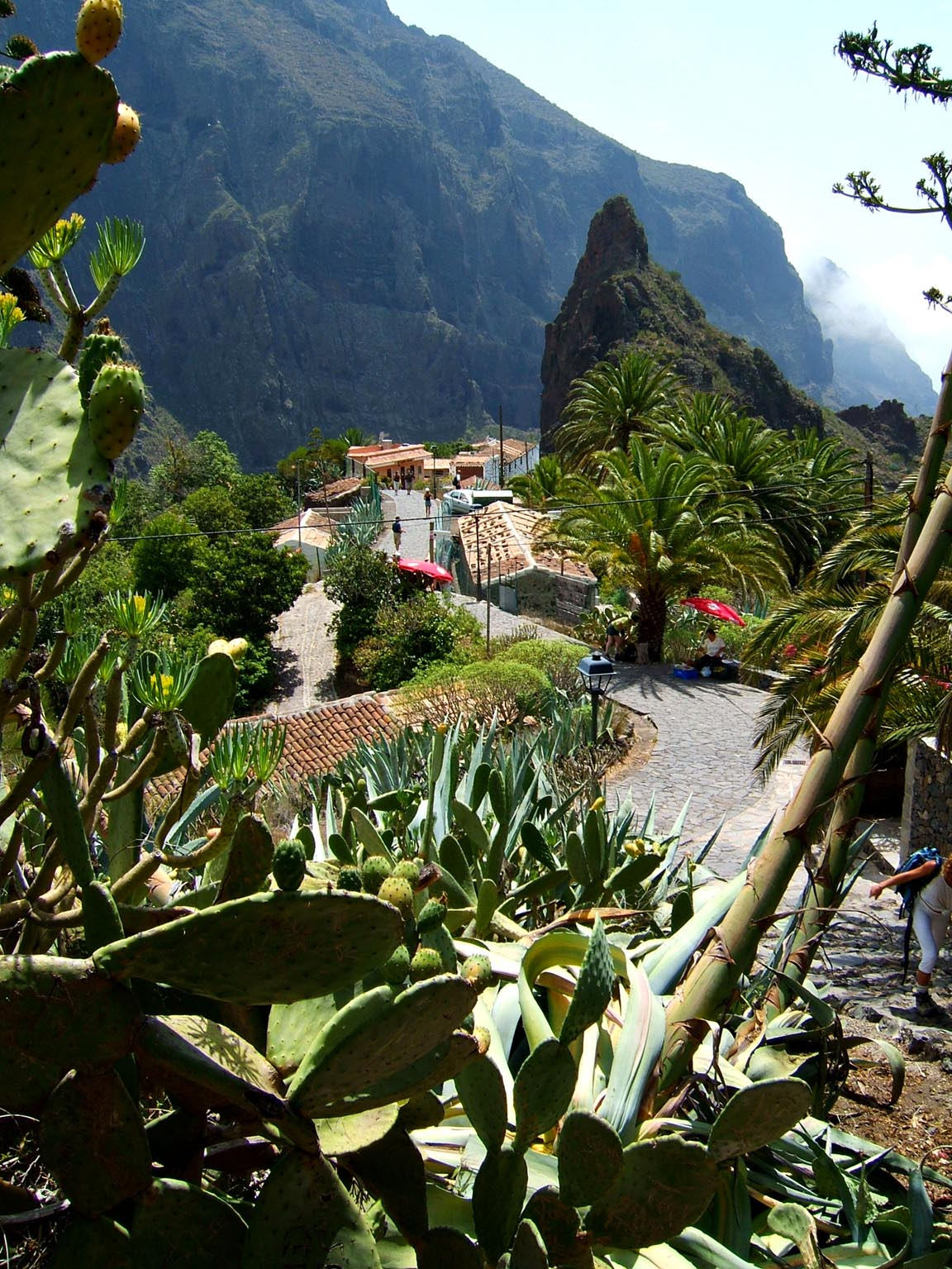

## 人口
| 布埃纳维斯塔-德尔诺尔特 |
|                         |
| 来源：加那利群岛统计局  |